# Rei Jimbo
Rei Jimbo (jap. 神保れい, Jimbo Rei; * 9. Juli 1974 in Ōsaka-Sayama) ist eine ehemalige japanische Synchronschwimmerin.

## Erfolge
Rei Jimbo sicherte sich 1994 als Teil der japanischen Mannschaft bei den Weltmeisterschaften in Rom die Bronzemedaille. Mit 183,215 Punkten blieben sie ebenso hinter den mit 185,883 Punkten erstplatzierten US-Amerikanerinnen zurück, wie den mit 183,263 Punkten zweitplatzierten Kanadierinnen. Im Soloprogramm schied sie mit 83,508 Punkten in der Qualifikation auf Platz 32 vorzeitig aus. Zwei Jahre darauf gab sie in Atlanta ihr olympisches Debüt und schloss den Mannschaftswettkampf zusammen mit Miho Takeda, Miya Tachibana, Akiko Kawase, Raika Fujii, Miho Kawabe, Junko Tanaka, Riho Nakajima und Kaori Takahashi mit einer Gesamtwertung von 97,753 Punkten auf dem dritten Platz ab, womit die Japanerinnen hinter den Mannschaften der Vereinigten Staaten, die mit 99,720 Punkten Olympiasieger wurden, und Kanadas, die mit 98,367 Punkten Silber erhielten, eine weitere Bronzemedaille gewannen. Kawase, Fujii, Tachibana, Takeda und Takahashi hatten ebenso wie Jimbo bereits 1994 zum japanischen Kader gehört.
Bei den Weltmeisterschaften 1998 in Perth unterlagen die Japanerinnen in der Mannschaftskonkurrenz der russischen Mannschaft, die auf 99,667 Punkte kam, während die Japanerinnen 98,267 Punkte erreichten. Platz drei ging an die Mannschaft aus den Vereinigten Staaten mit 97,133 Punkten. Bei den Olympischen Spielen 2000 in Sydney trat Jimbo erneut in der Mannschaftskonkurrenz an. Mit der japanischen Mannschaft, zu der neben Jimbo noch Miho Takeda, Miya Tachibana, Ayano Egami, Juri Tatsumi, Yōko Isoda, Raika Fujii, Yōko Yoneda und Yūko Yoneda gehörten, schloss sie den Mannschaftswettkampf mit 98,860 Punkten auf dem zweiten Platz ab. Die Japanerinnen mussten sich lediglich erneut der russischen Mannschaft mit 99,146 Punkten geschlagen geben, die damit erstmals Olympiasieger wurden, und gewannen vor den drittplatzierten Kanadierinnen mit 97,357 Punkten die Silbermedaille.
Die Spiele waren Jimbos letzter internationaler Wettkampf. Sie ging während ihrer Laufbahn für die Nihon-Universität an den Start, wo sie auch studierte, sowie für den Tokyo Synchronizer Club.